# Stadion Čair
Stadion Čair je višenamjenski stadion u Nišu u Srbiji. Trenutačno se koristi najviše za nogometne utakmice i on je domaći teren Radničkog.
Stadion je izgrađen 1963. i imao je kapacitet od 14.000 pojedinačnih sjedala ili 20.000 stojećih, ali je kapacitet posljednjih godina bio znatno smanjen s obzirom na to da istočna i sjeverna tribina nisu bile u funkciji iz sigurnosnih razloga, te u ožujku 2011. je počela rekonstrukcija stadiona. Stadion je dio Sportskog kompleksa Čair.

## Povijest
Stadion je izgrađen i pušten u rad 1963. godine, a upravljanje ovim objektom od 1969. je preuzeo FK Radnički Niš. Od 1995. zbog dotrajalosti i opasnosti od urušavanja bila je zabranjena uporaba istočne i sjeverne tribine, a 2008. je i dio južne tribine izgubio upotrebnu dozvolu. Godine 2006. je postavljeno 3.000 stolica na zapadnoj tribini.

### Rekonstrukcija
U ožujku 2011. godine je počela rekonstrukcija stadiona Čair, kada su prvo srušene istočna, južna i sjeverna tribina, a 5. kolovoza 2011. je počela izgradnja tri potpuno nove tribine, dok će zapadna biti samo rekonstruisana, osim u slučaju da se nađe partner koji bi financirao izgradnju nove. Rok za završetak radova je 270 dana, a stadion će nakon rekonstrukcije imati kapacitet od 18.151 sjedećih mjesta za gledatelje, VIP lože sa 120 mjesta kao i ložu za medije s 50 mjesta. Vlada Republike Srbije i grad Niš su za ovu rekonstrukciju odvojili skoro milijardu dinara, kroz kreditni aranžman preko fonda za razvoj.
Prvu utakmicu na renoviranom Čairu, iako s još nezavršenom istočnom tribinom, Radnički je odigrao 15. rujna 2012. protiv Smedereva u Superligi Srbije, a pobijedio je s 1:0 golom Dušana Kolarevića.

## Vanjske poveznice
- Stadion Čair na sccair.rs
- Stadion Čair na meraklije.com
- Čair u evropskom ruhu